# CIE Automotive
CIE Automotive es un grupo empresarial español con sede en Bilbao dedicado a la fabricación de componentes para la automoción. Cotiza en bolsa bajo el código CIE y formó parte del IBEX 35 desde junio de 2018 hasta junio de 2022.

## La empresa
CIE Automotive es una empresa especialista en procesos que domina todas las tecnologías disponibles para la fabricación de componentes y subconjuntos de automoción: Inyección de Aluminio, Forja, Fundición de Hierro, Mecanizado, Estampado Metálico, Conformado de Tubos e Inyección de Plástico. También produce Sistemas de Techo. 
CIE Automotive diseña y fabrica globalmente en 98 centros productivos ubicados en 90 localizaciones diferentes, que se encuentran repartidas por 17 países en 4 continentes (a 31/12/2018): Norteamérica (11 México y 5 EE. UU.), Sudamérica (13 Brasil), Europa (20 España, 2 Francia, 2 Portugal, 1 Reino Unido, 3 Alemania, 1 Italia, 5 República Checa, 2 Rumanía, 1 Lituania, 1 Rusia, 1 Eslovaquia), Asia (18 India y 3 China) y África (1 Marruecos).

## Accionariado (a 31/12/2018)
- ACEK DESARROLLO Y GESTIÓN INDUSTRIAL, S.L. 14,909%
- ANTONIO MARÍA PRADERA JÁUREGUI 10,000%
- CORPORACIÓN FINANCIERA ALBA, S.A. 10,129%
- ELIDOZA PROMOCIÓN DE EMPRESAS, 10,000%
- MAHINDRA & MAHINDRA, LTD 7,435%
- ADDVALIA CAPITAL, S.A. 5,000%
- ALANTRA ASSET MANAGEMENT, SGIIC, S.A. (Acción Concertada) 3,541%

## Historia
El proyecto comenzó en 1996 con la creación de INSSEC (Instituto Sectorial de Promoción y Gestión de Empresas) y su participación en Corporación Industrial Egaña. El Grupo CIE Automotive como tal surgió en 2002 como resultado de la fusión entre Corporación Industrial Egaña y el Grupo Aforasa. 

### Corporación Industrial Egaña
El origen de Corporación Industrial Egaña se sitúa en 1996 cuando se creó INSSEC, un grupo inversor en el que participaban como figuras más conocidas los empresarios Juan Abelló y el que sería ministro de exteriores español, Abel Matutes. El proyecto de INSSEC tenía como objetivo crear un gran grupo empresarial español del sector auxiliar de automoción, un sector tradicionalmente muy atomizado. Para poner en marcha el proyecto, INSSEC llegó a un acuerdo en 1996 con el empresario vasco Javier Egaña, propietario de Egaña, S.A., una pyme de 100 trabajadores con sede en la localidad vizcaína de Zaldívar y que se dedicaba desde 1961 a las estampaciones metálicas para la fabricación de componentes para "boosters" de freno (tapas, cámaras y membranas), platos para tambores de freno y filtros para el sector automovilístico, así como los utillajes para su fabricación.
Fruto de dicho acuerdo nació Corporación Industrial Egaña, en la que INSSEC era el accionista mayoritario, mientras que la familia Egaña mantenía un porcentaje minoritario pero importante. Egaña fue la primera pieza del proyecto industrial de INSSEC. En los siguientes años Corporación Industrial Egaña creció a un ritmo vertiginoso y en cinco años se había convertido ya en un grupo multinacional con más de 2000 trabajadores, con 11 plantas de fabricación y con presencia en 5 países.
En una primera fase, el crecimiento de Corporación Industrial Egaña se realizó gracias al músculo financiero que aportaba INSSEC y mediante la adquisición de otras pymes vascas del sector, pequeñas empresas con un accionariado familiar y con décadas de andadura en su acervo. En su plan de expansión, Corporación Industrial Egaña buscó empresas que dominaran tecnologías diferentes, para poder conformar un grupo multitecnológico y con una cartera de productos complementarios y muy diversificados.
Las primeras adquisiciones de la Corporación Industrial Egaña fueron en 1997 Udalbide, S.A. (antigua Bideko) fundada en Izurza (Vizcaya) en 1972 y dedicada a la fabricación de piezas de metal por estampación; e Inyectametal, S.A., fundada en 1959 en Éibar (Guipúzcoa) y ubicada desde en 1964 en Abadiano (Vizcaya), dedicada a la fabricación de piezas de aluminio por inyección.
En 1998 se compra Tarabusi, S.A., fundada en 1928 en Yurre (Vizcaya) y que desde 1940 se dedica a la fabricación de piezas de aluminio por fundición. Ese año se adquirió también Orbelan Plásticos, S.A., una empresa fundada en 1968 en Andoáin (Guipúzcoa) por el conocido empresario y presidente de la Real Sociedad José Luis Orbegozo, que se dedicaba a la inyección de plástico. En 1999 la corporación creó Autokomp Ingeniería, embrión del actual centro tecnológico de CIE para dar soporte de I+D a las empresas del grupo. En 2000 se adquirió Transformaciones Metalúrgicas Norma, S.A., fundada en 1936 en Éibar (Guipúzcoa) y trasladada a Icíar (Guipúzcoa) en 1995 y dedicada a la estampación de subconjuntos que incluyen soldaduras.
La exigencia de los clientes de establecerse cerca de sus centros de producción obligó en una segunda fase a la Corporación a iniciar su fase de internacionalización. En Europa se adquirieron empresas, como la checa Unitools Press CZ, A.S., comprada en 1998 y dedicada a la estampación de metal o la portuguesa Plasfil Plásticos de Figueira, S.A. adquirida en 2002 y que aportó al grupo un centro tecnológico avanzado en tecnología del plástico.
En Brasil se optó por tomar una participación del 50% en la empresa Autometal S.A. dedicada a las piezas de plástico y en 2002 se abrió una nueva planta de producción en Bahía como proveedor de piezas para Ford.
En México por el contrario se optó, no por adquirir una empresa ya existente, sino por crear una nueva filial. En la ciudad de Celaya se construyó una planta multitecnológica con estampación de metal, inyección de plástico e inyección de aluminio para dar servicio a clientes de la zona NAFTA. 
Así, a 31 de diciembre de 2001, Corporación Industrial Egaña estaba conformada por Autokomp Ingeniería S.A., Autometal S.A. (que incluía varias plantas), CIE Celaya S.A. de C.V., Egaña 2 S.L., Inyectametal S.A., T.M. Norma S.A., Plásticos Orbelan S.A., Tarabusi S.A., Udalbide S.A., Unitools Press CZ, A.S. y Plasfil Plásticos da Figueira, S.A.

### Grupo Aforasa
El 12 de julio de 1993 el Grupo Acerías y Forjas de Azcoitia, la Corporación Patricio Echeverría – cuyos orígenes se remontan a comienzos del siglo XX, cuando en 1908 el herrero Patricio Echeverría con otros socios fundaron en Legazpia (Guipúzcoa) la empresa Segura, Echeverría y Cia. dedicada a la fabricación de herramienta manual – y SOCADE (Sociedad Capital Desarrollo de Euskadi, S.A.) cimentaron lo que supondría posteriormente la creación de un grupo empresarial de carácter industrial en el sector de aceros especiales y forja por estampación. 
A 31 de diciembre de 2001, el Grupo Aforasa estaba conformado por GSB Acero, S.A., GSB Forja, S.A., GSB Galfor, S.A. Belgium Forge, N.V. y las adquisiciones realizadas durante el mismo ejercicio 2001: Grupo Componentes Vilanova, S.L. Stuka, S.A., Mecanizaciones para el Automóvil, S.A., Mecanizaciones para el Automóvil 2, S.A. y Mecanizaciones del Sur-Mecasur, S.A. 

### Creación de CIE Automotive
En 2001, y dada la confluencia estratégica de los proyectos de dos importantes grupos industriales como eran el Grupo Aforasa y Corporación Industrial Egaña, orientados a la consolidación de una posición como suministrador TIER 2 de soluciones integrales para la industria de automoción, ambos grupos acuerdan su fusión. Esta estrategia fue consecuencia también de la reacción de los dos grupos ante la evolución de la industria hacia la globalización de la fabricación y de los mercados. Y así, intentando buscar el crecimiento sostenido y rentable del grupo empresarial resultante, Acerías y Forjas de Azcoitia, S.A. y Egaña, S.A., acordaron su fusión en sendas juntas generales celebradas el 24 de junio de 2002. 
En escritura pública otorgada el día 29 de julio de 2002, se acordó el cambio de su denominación social por la actual, CIE Automotive, S.A., para una mejor identificación del grupo resultante con la nueva estrategia adoptada.

### CIE Automotive 2003-2018
En 2003 se compra Gameko Fabricación de Componentes, S.A., fundada en 1998 por Gamesa Industrial Automoción en Villarreal de Álava (Álava), que se dedica a la fabricación de cubos de rueda para Renault. Ese año se adquirió también Componentes Automotivos Taubaté Ltda. (Brasil), inaugurada en 1996 como Gamesa Automotiva y con el objetivo de satisfacer la demanda de componentes para transmisiones. Ese año se construyó Plasty CZ, s.r.o. (República Checa), especializada en componentes de plástico.
En 2005 se compra Autocromo Cromaçao de Plásticos Ltda. (Brasil), dedicada a la fabricación de piezas cromadas de plástico para las partes internas y externas de vehículos, como protectores de puerta, parrilla delantera, inserciones, logotipos, emblemas y otros. También en ese año se adquirió Jardim Sistemas Automotivos e Industriais, S.A. (Brasil), dedicada a la fabricación de componentes metálicos, chasis y componentes de la estructura de la carrocería.
En 2006 se compra Pintura, Estampado y Montaje, S.A.P.I. de C.V. (Pemsa), que opera en México desde 1982, con una clara visión y estrategia de ofrecer valor añadido a sus clientes en los procesos de estampación de aceros de alta resistencia, ensambles por soldadura y pintura en partes metálicas y plásticas. Ese año se adquirió también Autoforjas, Ltda. (Sada Forjas), que fue fundada en 1988 en Sete Lagoas, Minas Gerais (Brasil), ejerciendo su actividad en la industria de componentes forjados en caliente y semi-caliente y mecanizados para el sector automovilístico. En 2006 se adquirió también Durametal, S.A. (Brasil), empresa que se fundó en 1855 con la creación de la Fundiçao Cearense en Fortaleza, estado de Ceara, convirtiéndose en una de las fundiciones pioneras en Brasil, especializada en la fabricación de tambores de freno, frenos de disco y cubos de rueda de hierro fundido para vehículos industriales, integrando el proceso de mecanizado de los mismos componentes. Ese mismo año se adquirió también Matricon S.A., en Rumanía, que se dedica a la fabricación de componentes mediante la inyección de aluminio a alta presión. Y por último, de nuevo en 2006 se adquirió también Automotive Parts Shanghái co., Ltd. (China), planta de producción multitecnológica focalizada en la producción de piezas en estampación y conformado de tubo, soldadura, mecanizado e inyección de plástico. 
En 2007 se compra Nugar, S.A. de C.V., compañía mexicana que opera desde 1978 con una clara visión y estrategia de ofrecer valor añadido a sus clientes en los procesos de estampación de aceros de alta resistencia y ensambles de partes por soldadura. Ese año se adquirió también Ramos Arizpe, otra empresa mexicana que inició operaciones en el año 2000 y dedicada a la fabricación de componentes mediante la inyección de plástico y se integró también el grupo Recyde que, fundado en 1983, cuenta con presencia en España y República Checa y se dedica a la fabricación de todo tipo de piezas de decoletaje y mecanizado. También en 2007 se adquirió Metalúrgica Nakayone, Ltda. (Brasil), compañía dedicada a la fabricación de componentes metálicos grandes y medianos estampados y soldados para chasis y estructuras de carrocerías, y UAB LT Forge (Lituania), que se fundó en 1996, y que se dedica a la fabricación de componentes forjados. Por último, ese año se adquirió también Compiègne S.A.S., compañía francesa de mecanizado especializada en el desarrollo y fabricación de componentes de alto valor añadido. 
En 2008 se crea CIE Pemsa Saltillo (México), especializada en la pintura de cajas metálicas para pick-ups. Ese mismo año se adquirió Praga Louny, a.s. (República Checa), que comenzó su actividad en 1967 mecanizando componentes para motores y cajas de cambio para los camiones Praga, pero que desde entonces se ha centrado la actividad en la producción de piezas mecanizadas con alto valor añadido para el sector de automoción.
En 2009 se crea CIE Matic (Maquinados Automotrices y Talleres Industriales de Celaya, S.A. de C.V.) en México, planta dedicada a los maquinados de alta precisión y que cuenta con una gama de productos orientada a piezas de dirección y transmisión. Ese mismo año se fundó CIE Días D'Ávila (Brasil), que se dedica a la fabricación de componentes metálicos grandes y medianos estampados y soldados para chasis, estructura de la carrocería y otros. También en 2009 se adquirió el grupo ACS, compañía especializada en el diseño y fabricación de techos panorámicos de cristal, sistemas de ocultación y ventanas corredizas para la industria del automóvil y que cuenta con presencia en Francia, España, Rumanía, China y México. Ese mismo año se adquirió también la actual CIE Maroc (Marruecos), compañía creada como Joamar en 2003 y situada en la zona Franca de Tánger, y que se dedica a la inyección de plástico con máquinas entre 80tn y 1000tn.
En 2011 se compra Stratis-Tratamentos, Ltda. (Portugal), que se dedica desde su fundación a finales de 2009 a la aplicación de recubrimientos estéticos de alto rendimiento sobre sustratos plásticos. 
En 2012 se realizó una joint venture entre CIE Automotive y Donghua Automotive Industrial llamada Nanjing Automotive Forging co., Ltd., empresa especializada en la fabricación de piezas de forja. Ese mismo año se adquirió Century Plastics, LLC (actualmente CIE USA), que opera desde el año 2009 y se dedica a la fabricación de conjuntos de alta calidad en la tecnología de plástico. Esta unidad de negocio cuenta con dos plantas productivas, una de ellas dedicada a la inyección de plástico y la otra al termoconformado y Composite Spray Molding.
En 2013 se firma la primera fase de compra de la división de fabricación de componentes de Mahindra & Mahindra, un grupo indio que cuenta con multitecnología orientada a la fabricación de componentes para la automoción. 
En 2014 se firma la segunda fase de compra de la división de fabricación de componentes de Mahindra & Mahindra. Las plantas integradas están localizadas tanto en India como en Europa (Alemania, Italia y Reino Unido).
En 2015 se funda Autometal Pernambuco (Brasil), compañía que se dedica a la tecnología de plástico y está especializado en procesos clave como la inyección de plástico, inyección de PU, extrusión y moldeado de láminas termoplásticas al vacío. Ese año también se crea CIE Automotive Rus, LLC (Rusia), una planta en la que CIE Automotive fabrica piezas de inyección de aluminio de alta presión con mecanizado, construida en Togliatti. Ese año Forjas de Celaya, S.A. de C.V. (México) inició operaciones, partiendo también como un greenfield orientado a la fabricación de piezas de acero forjadas por estampación y extrusión.
En 2016 se compra el grupo Amaya Telleria, compañía con presencia en España, Eslovaquia, Brasil y México y que se dedica a la fabricación de componentes en las tecnologías de inyección de aluminio y mecanizado cuyos productos principales son piezas de chasis, transmisión y motor. Ese año se adquirió también Bill Forge Pvt. Ltd. (India), dedicada a la fabricación de piezas forjadas.
En 2017 se anuncia la adquisición de Newcor, Inc., grupo estadounidense de mecanizado.
En 2018 se funda Nugar Puebla (México), compañía que cuenta con líneas automáticas de soldadura y ensamble con robots. Ese mismo año se adquirió Autometal Minas (Brasil), que fue fundada como Zanini Industria de Autopeças, Ltda. en 1997 y que se dedica a la inyección, cromado y pintura de piezas de plástico para el sector automoción. Entre sus productos destacan los emblemas, cubiertas de rueda, rejillas frontales, sistemas de acceso para el tanque de combustible, alerones y molduras de carrocería.

### CIE Automotive en la actualidad
En marzo de 2019 se anunciaba la integración de Aurangabad Electricals Ltd., grupo familiar indio cuya actividad está centrada en la producción de piezas de inyección de aluminio de alta presión e inyección por gravedad. Asimismo, en mayo de 2019 se cerró la compra de la división de techos de Inteva, una compañía con exposición a China, Europa y Norteamérica y que se sitúa en el top 3 mundial en el diseño y fabricación de techos panorámicos de cristal. Esta integración se ha convertido en la mayor adquisición de CIE Automotive hasta el momento.